# Illujankasz

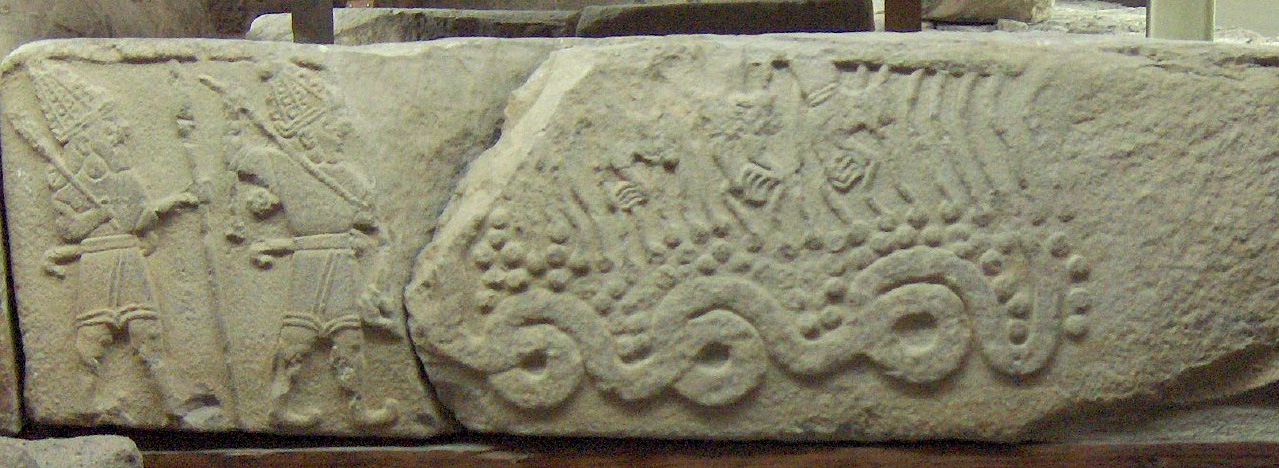
Illujankasz ábrázolása egy újhettita (melídi) homokkő domborművön az i. e. 9. század második feléből

Illujankasz (𒈲𒇻𒄿𒀀𒀭𒅗𒀸 MUŠil-lu-ya-an-ka-aš vagy MUŠil-lu-i-a-an-ka-aš, normalizált alakban Illuyānkāš) a hettita mitológia kígyószerű sárkánya, akit Tarhuntasz, az időjárás istene, az arinnai Napistennő férje győzött le. A későbbi verziókban Teszub, a viharisten szerepel a mítoszban. Nerik város évenkénti tavaszi ünnepségsorozatában, a purulijaszban ennek állítottak emléket.
A mítosz a CTH#321 számú táblákon („A Viharisten és a kígyó”) olvasható, összesen kilenc töredékben, de egyik sem teljes. Érdekessége, hogy bár ereje révén az istenekkel egyenrangú, mégsem kap isteni determinatívumot (DINGIR, 𒀭), hanem a MUŠ („kígyó”, 𒈲) az értelmező jele. Ezzel és ábrázolásaival az európai mítoszok sárkányainak előképe.

## Névetimológia
Az Illujankasz név az indogermanista történeti nyelvészet szerint összetétel. A PIE etimológia ősnyelvi rekonstrukciója szerint *h1 illu és *h2eng(w)eh2. Az első szórész a fénnyel kapcsolatos (világít, fénylik), a második tag (-anka) a szanszkrit ahi (sárkány) megfelelője. Figyelembe veendő azonban, hogy a szanszkrit nyelvemlékek és Illujankasz első említése között több száz év van, és a hettita az idősebb.

## A mítosz
A mítosz forrása a Kella nevű pap által írt több ékírásos tábla (CTH#321, A Viharisten és a kígyó), amelyeken mindjárt két verzióban is olvasható. Az elsőben Teszub (Tarhuntasz későbbi megfelelője) elveszíti a küzdelmet Illujankasz ellen, majd Inara istennő segítségét kéri. Inara továbbadja a feladatot a halandó Hupaszijasznak. Ez ételt és italt visz Illujankasznak. A részeg sárkányt Hupaszijasz megkötözi, ekkor Teszup megöli. Más változatban lakomát rendeznek az istenek között, ahol a halandó Hupaszijasz kötözi meg.
Alapvetően más jellegű az a változat, amikor Illujankasz úgy győzi le Teszubot, hogy a szemét és szívét is kivájja. Teszub eztán veszi feleségül Hebat leányát, akitől megszületik Szarruma nevű fia. Szarruma felnövekedve Illujankasz leányát veszi feleségül, és esküvői ajándékként szerzi vissza Teszub szemét és szívét. Teszub ekkor újra megküzd Illujankasszal, és megöli, de meggyilkolja saját fiát, Szarrumát is, aki apósát védelmezi.
1930-ban W. Porzig Zeusz és Tüphón küzdelmével hasonlította össze. Sarah Morris szerint Bellerophón és Khimaira története származik innen. Az indiai mitológiában Indra küzd meg Vritrával, és viharistenhez méltóan a villámával üti agyon. A görög és indiai mítosz összecsengése elgondolkodtató tény, mivel a villám, mint fegyver csak ezekben jelenik meg konkrétan. A kettő között – amennyiben van kapcsolat – csak az Illujankasz-mítosz lehet az összekötő láncszem. Az ugariti „két buzogány” és a germán Mjolnir ugyan nem villám, de tulajdonságaiban hasonló, emellett Tarhuntasz-Tesub kétfejű fejszéjével (labrüsz) vagy buzogányával is rokoníthatók.